# قهرمان (فیلم ۱۹۸۷)
قهرمان (به تامیلی: Nayakan) فیلمی محصول سال ۱۹۸۷ و به کارگردانی مانی راتنام است. در این فیلم بازیگرانی همچون کمال حسن، سارانیا پونوانان، کارتیکا ایفای نقش کرده‌اند.